# Billy Wilder
Samuel Wilder, detto Billy (pronuncia inglese americana: [ˈwaɪldər], pronuncia tedesca: [ˈvɪldɐ]; Sucha, 22 giugno 1906 – Beverly Hills, 27 marzo 2002), è stato un regista, sceneggiatore e produttore cinematografico austriaco naturalizzato statunitense.
Fratello dello sceneggiatore e regista W. Lee Wilder, è considerato uno dei registi e sceneggiatori più prolifici ed eclettici nella storia del cinema statunitense ed è divenuto celebre come uno dei padri della commedia brillante americana, ma è anche da annoverare fra i fondatori del genere noir. Maestro indiscusso della commedia americana degli anni cinquanta e sessanta, ha saputo imporre il proprio stile di fumettista moralista e caustico. Wilder ha invocato temi polemici nei suoi film comici e ha tentato di sfidare l'opinione prevalente e l'anglosassone puritanesimo. In circa cinquant'anni di carriera ha diretto oltre venticinque film e scritto settantacinque sceneggiature, usando talvolta - agli inizi - anche il nome di Billie Wilder (pronunciato alla tedesca e non all'inglese).

## Biografia
Wilder nacque a Sucha, una cittadina della Galizia (all'epoca una provincia dell'Impero austro-ungarico, oggi parte della Polonia), nel 1906 in una famiglia ebrea d'origine polacca , figlio di Max Wilder ed Eugenia Dittler, proprietari e gestori d'un negozio di dolciumi situato nei pressi della stazione ferroviaria cittadina. In famiglia era spesso chiamato affettuosamente (specie dalla madre) Billie, nomignolo col quale cominciò a firmarsi per la sua carriera cinematografica e che americanizzerà poi in Billy una volta stabilitosi negli Stati Uniti.
Trasferitosi al seguito della famiglia a Vienna, dove si diplomò presso il locale Gymnasium, anziché proseguire gli studi all'Università di Vienna, come avrebbero voluto i genitori, scelse piuttosto di dedicarsi al giornalismo. Nel 1926, ad appena vent'anni, emigrò in Germania, a Berlino, dove seguì la tournée europea del jazzista Paul Whiteman, di cui tra l'altro era un patito ed al quale s'era inizialmente avvicinato per intervistarlo per un quotidiano viennese.
Nell'effervescente ambiente artistico della capitale tedesca, Wilder, usufruendo di alcuni contatti passatigli dallo stesso Whiteman, cominciò ad addentrarsi nel mondo della celluloide, pur ritrovandosi costretto per sbarcare il lunario a svolgere vari lavoretti paralleli, come il ballerino da sala a pagamento. Avviatosi dunque come sceneggiatore, partecipò alla lavorazione di Uomini di domenica, un documentario diretto da Robert Siodmak, Fred Zinnemann e altri, continuando a scrivere per Siodmak altre sue pellicole quali L'uomo che cerca il suo assassino (1930), ma lavorò anche con altri registi, come Hanns Schwarz, Gerhard Lamprecht, Paul Martin e Hans Steinhoff.
All'ascesa al potere di Adolf Hitler nel 1933 e con le conseguenti politiche antisemite del regime nazista, Wilder decise d'espatriare: nel gennaio del 1934 giunse negli Stati Uniti, dopo un breve periodo di passaggio in Francia (dove tra l'altro ebbe l'occasione di girare a Parigi, in coppia con Alexander Esway, il suo primo film in qualità di regista, Amore che redime, di scarso successo però). 
Carriera negli Stati Uniti
Grazie al sostegno di altri emigrati di origine ebraico-tedesca (fra i quali l'attore Peter Lorre, i registi Ernst Lubitsch, William Dieterle, Wilhelm Thiele e Joe May), negli USA Wilder proseguì la sua attività di sceneggiatore, riscuotendo significativi successi e ottenendo nel 1939 la prima candidatura al Premio Oscar per Ninotchka, interpretato da Greta Garbo. Tra le collaborazioni vanno ricordate anche quelle con Raoul Walsh, Edward Ludwig, Theodore Reed, Victor Schertzinger (per Rhythm on the River, con Bing Crosby) e altri registi, ma soprattutto con lo sceneggiatore Charles Brackett, con il quale collaborerà per anni anche da regista. Ormai consacrato come uno dei più dotati ed eclettici scrittori di Hollywood, l'anno successivo il trentaseienne Wilder ottenne due altre candidature all'Oscar per la sceneggiatura delle commedie La porta d'oro (1941) di Mitchell Leisen, e Colpo di fulmine (1941) di Howard Hawks.
Se già dal 1934 aveva debuttato come regista in Francia, è di fatto solo nel 1942 che Wilder riuscì a dirigere il suo primo vero film, la commedia Frutto proibito (1942), interpretata da Ginger Rogers e Ray Milland che, in forza degli equivoci e dei travestimenti che ne caratterizzarono la brillante trama, segnò quello che diventerà il tipico stile di Wilder nella narrazione cinematografica, da cui egli trarrà risultati artisticamente magistrali.
Il secondo film da regista, I cinque segreti del deserto (1943), basato su un lavoro teatrale di Lajos Biró, ma reso attuale e ambientato nella guerra contro Erwin Rommel (interpretato da Erich von Stroheim, altro emigrato austriaco che pare collaborò con Wilder e Brackett a qualche dialogo), fu di tutt'altro genere. In qualche modo, con le sue battaglie di carri armati (ambientate in Libia ma girate in realtà in California) e le azioni di spionaggio militare, il film si collegò a quel filone di opere di propaganda anti-nazista che vennero frequentemente realizzate all'epoca (anche da Hawks, o da Frank Capra, che però lavorò con un taglio più documentaristico) e per questo sottovalutate, ma poi rivalutate dalla critica più recente.
In un'intervista contenuta nel documentario che Volker Schlöndorff realizzò su di lui (Billy, ma come hai fatto?, 1992), Wilder ammise che durante la lavorazione del film non amava farsene vanto, ma credeva sinceramente di poter dare un contributo alla disfatta di Hitler (dichiarazione importante, visto che per tutta la vita il regista fu etichettato come "cinico").

### Wilder e il dramma
Il successivo La fiamma del peccato (1944), tratto da un romanzo di James M. Cain e sceneggiato con Raymond Chandler (che odiò il film e Wilder stesso), è considerato uno dei classici del genere noir, e ottenne la candidatura agli Oscar per la migliore regia. L'indimenticabile interpretazione di Barbara Stanwyck e la suggestiva fotografia di John Seitz contribuirono al grande successo del film, del quale esiste un remake televisivo girato nel 1973 da Jack Smight con lo stesso titolo.
Nel 1946 Wilder vinse i primi 2 dei 7 Oscar della sua carriera, in veste sia di sceneggiatore che di regista del film drammatico Giorni perduti (1945). Anche se la guerra non era ancora terminata, e i veterani disadattati e alcolisti non popolavano ancora l'immaginario filmico degli americani, il film narrò il fallimento e la solitudine del protagonista (Ray Milland, premiato anch'egli con l'Oscar per la sua interpretazione), le cui allucinazioni vennero filmate con un uso sapiente dei chiaroscuri e dei piani di messa a fuoco, ispirati al cinema espressionista degli anni Venti.
Due anni più tardi fu la volta de Il valzer dell'imperatore (1948), commedia musicale con Bing Crosby, qui senza l'abituale partner artistico Bob Hope, e con Joan Fontaine, che nello stesso anno girò Lettera da una sconosciuta (1948) di Max Ophüls. Successivamente Wilder tornò in Germania per la prima volta dopo la guerra per ambientarvi Scandalo internazionale (1948), una storia d'amore ambientata nella Berlino dell'immediato dopoguerra, con in primo piano il caos della vita notturna e del cabaret dove si esibisce Marlene Dietrich, e i problemi legati alla sopravvivenza e alla pratica della borsa nera. 
A questo seguiranno altri capolavori come il noir Viale del tramonto (1950) (Oscar per la sceneggiatura originale, per la scenografia e per la colonna sonora), che si apre con la morte del protagonista (William Holden) e poi ricostruisce la vicenda attraverso la narrazione fuori campo del morto (tecnica usata per la prima volta), che rievoca gli episodi che l'hanno portato a sfuggire ai creditori e a rifugiarsi nella villa di un'anziana diva del muto (interpretata da Gloria Swanson) e del suo strano e laconico domestico (interpretato dall'attore e regista Erich von Stroheim). Fu poi la volta de L'asso nella manica (1951) (candidato per la sceneggiatura scritta con Walter Newman e Lesser Samuels), ambientato nel mondo del giornalismo di provincia, e del tragicomico film di guerra Stalag 17 (1953) (candidato per la regia e Oscar al migliore attore per il protagonista William Holden).

### Wilder e la commedia
Se fino agli anni cinquanta i maggiori successi di Wilder furono rappresentati da pellicole drammatiche, verso la metà del decennio la sua produzione sembrò orientarsi sempre più spesso nella direzione della commedia leggera, esplicitamente ispirata allo stile del suo mentore Ernst Lubitsch (nello studio di Wilder si trovava una targa, ora esposta al Museo del Cinema di Berlino, con scritto: "How would Lubitsch do it?" cioè "Come lo farebbe Lubitsch?"). Grazie a questo genere, Wilder diresse con enorme successo pellicole entrate nella storia del cinema, come Sabrina (1954) con Audrey Hepburn e Humphrey Bogart; Quando la moglie è in vacanza (1955), tratto da una commedia teatrale di George Axelrod e uno dei primi grandi successi di Marilyn Monroe, da allora divenuta simbolo dei sogni erotici dell'americano medio e non solo; Arianna (1957), per il quale Wilder inaugurò un'altra delle sue importanti collaborazioni, quella con lo sceneggiatore I. A. L. Diamond, A qualcuno piace caldo (1959) (Oscar ai costumi), probabilmente il suo film più famoso e da molti definito "perfetto", nuovamente con la Monroe e, per la prima volta, con Jack Lemmon, attore con cui Wilder collaborerà spesso; L'appartamento (1960), vincitore di cinque Oscar nel 1961, ma con altre 5 candidature, tra cui quella ai protagonisti Lemmon e Shirley MacLaine.
Nel frattempo Wilder girò anche L'aquila solitaria (1957), tratto da un libro autobiografico di Charles Lindbergh (qui interpretato da James Stewart), in cui è narrata la storia della prima trasvolata atlantica, e Testimone d'accusa (1957), tratto da un racconto di Agatha Christie e dalla stessa pubblicamente celebrato come il migliore film mai tratto da una sua opera.

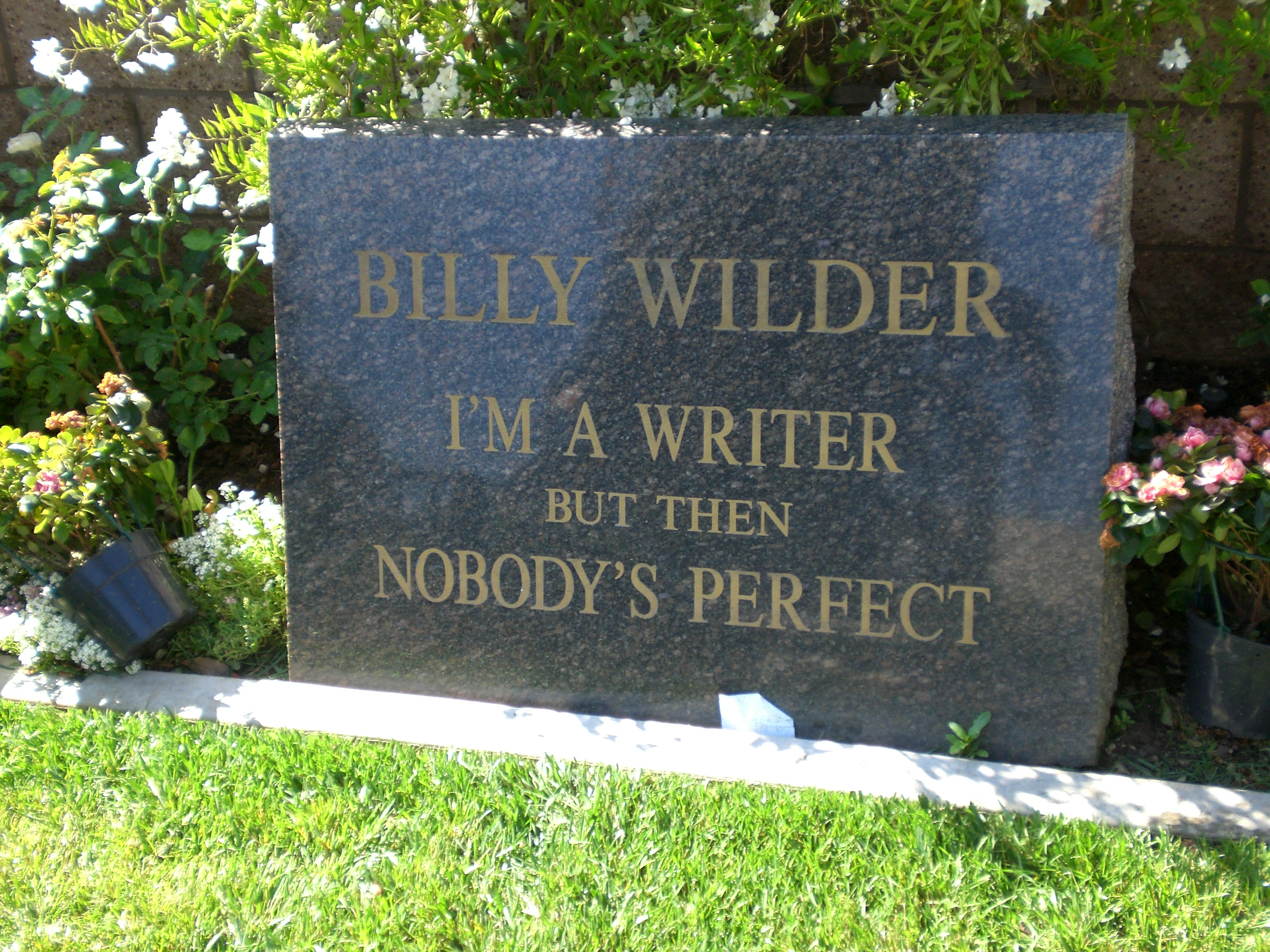
La tomba di Billy Wilder al Westwood Memorial Cemetery di Los Angeles.

Negli anni sessanta Wilder diresse ancora quattro commedie esemplari e di grande successo: Uno, due, tre! (1961), in cui si divertì a ironizzare sulle operazioni commerciali con i sovietici, in piena guerra fredda, Irma la dolce (1963) (Oscar alle musiche), nuovamente con Lemmon e la MacLaine, dei quattro l'unico film a colori, Baciami, stupido (1964) con Dean Martin e Kim Novak, divertente commedia degli equivoci, ma anche spunto di riflessione più serio sui sotterfugi del successo, e Non per soldi... ma per denaro (1966), prima pellicola interpretata dalla coppia Lemmon-Matthau; il film, l'ultimo in bianco e nero diretto da Wilder, frutterà l'Oscar a Walter Matthau e una candidatura per la sceneggiatura alla rodata coppia Wilder e Diamond.
Dopo decenni di frenetica attività, negli anni settanta la vena creativa di Wilder apparve poco interessata ad adattarsi al mutare dei tempi. In questo decennio girò Vita privata di Sherlock Holmes (1970), in un momento di amarezza per non essere riuscito a dirigere La strana coppia, la commedia di Neil Simon che fu invece portata sullo schermo dal regista Gene Saks, in cui riprese in qualche modo il tema del confronto quotidiano tra due uomini scapoli, Che cosa è successo tra mio padre e tua madre? (1972) (a suo modo, una nuova variante di "strana coppia"), Prima pagina (1974), nuovamente di ambientazione giornalistica, e Fedora (1978).
Con Buddy Buddy (1981), remake del film francese Il rompiballe (1973) di Édouard Molinaro, Wilder chiuse la sua carriera. Ritiratosi dalle scene, morì nel 2002, a 95 anni, per una polmonite.

### Vita privata
Wilder fu sposato due volte: dal 1936 al 1946 con Judith Coppicus, da cui ebbe due figli gemelli, Vincent e Victoria, nati nel 1939; sul set di Giorni perduti (1945) conobbe l'attrice Audrey Young, che sposò nel 1949 e con cui rimase fino alla morte.

## Filmografia

### Regista
- Amore che redime (Mauvaise graine), in co-regia con Alexander Esway (1934)
- Frutto proibito (The Major and the Minor) (1942)
- I cinque segreti del deserto (Five Graves to Cairo) (1943)
- La fiamma del peccato (Double Indemnity) (1944)
- I mulini della morte (Death Mills) (1945) - cortometraggio documentaristico
- Giorni perduti (The Lost Weekend) (1945)
- Il valzer dell'imperatore (The Emperor Waltz) (1948)
- Scandalo internazionale (A Foreign Affair) (1948)
- Viale del tramonto (Sunset Boulevard) (1950)
- L'asso nella manica (Ace in the Hole) (1951)
- Stalag 17 (1953)
- Sabrina (1954)
- Quando la moglie è in vacanza (The Seven Year Itch) (1955)
- L'aquila solitaria (The Spirit of St. Louis) (1957)
- Arianna (Love in the Afternoon) (1957)
- Testimone d'accusa (Witness for the Prosecution) (1957)
- A qualcuno piace caldo (Some Like It Hot) (1959)
- L'appartamento (The Apartment) (1960)
- Uno, due, tre! (One, Two, Three) (1961)
- Irma la dolce (Irma La Douce) (1963)
- Baciami, stupido (Kiss Me, Stupid) (1964)
- Non per soldi... ma per denaro (The Fortune Cookie) (1966)
- Vita privata di Sherlock Holmes (The Private Life of Sherlock Holmes) (1970)
- Che cosa è successo tra mio padre e tua madre? (Avanti!) (1972)
- Prima pagina (The Front Page) (1974)
- Fedora (1978)
- Buddy Buddy (1981)

### Sceneggiatore
- Der Teufelsreporter, regia di Ernst Laemmle (1929)
- Uomini di domenica (Menschen am Sonntag), regia di Curt Siodmak, Robert Siodmak, Edgar G. Ulmer e Fred Zinnemann (1930)
- Ein Burschenlied aus Heidelberg, regia di Karl Hartl (1930)
- L'uomo che cerca il suo assassino (Der Mann, der seinen Mörder sucht), regia di Robert Siodmak (1931)
- Sua altezza comanda (Ihre Hoheit befiehlt), regia di Hanns Schwarz (1931)
- Seitensprünge, regia di Steve Sekely (1931)
- Der falsche Ehemann, regia di Johannes Guter (1931)
- Princesse, à vos ordres!, regia di Hanns Schwarz e Max de Vaucorbeil (1931)
- La terribile armata (Emil und die Detektive), regia di Gerhard Lamprecht (1931)
- Happy Ever After, regia di Paul Martin e Robert Stevenson (1932)
- Un rêve blond, regia di Paul Martin (1932)
- Where is the Lady?, regia di Victor Hanbury e Ladislao Vajda (1932)
- Un peu d'amour, regia di Hans Steinhoff (1932)
- Der Sieger, regia di Hans Hinrich e Paul Martin (1932)
- Quattro cuori e una carrozza (Es war einmal ein Walzer), regia di Victor Janson (1932)
- Sogno biondo (Ein blonder Traum), regia di Paul Martin (1932)
- Scampolo (Scampolo, ein Kind der Straße), regia di Hans Steinhoff (1932)
- Nell'azzurro del cielo (Das Blaue vom Himmel), regia di Victor Janson (1932)
- Madame wünscht keine Kinder, regia di Hans Steinhoff (1933)
- Was Frauen träumen, regia di Géza von Bolváry (1933)
- Madame ne veut pas d'enfants, regia di Constantin Landau e Hans Steinhoff (1933)
- La principessa innamorata (Adorable), regia di William Dieterle (1933)
- Amore che redime (Mauvaise graine), regia di Alexander Esway e Billy Wilder (1934)
- One Exciting Adventure, regia di Ernst L. Frank (1934)
- Musica nell'aria (Music in the Air), regia di Joe May (1934)
- Emil and the Detectives, regia di Milton Rosmer (1935) - non accreditato
- Sotto pressione (Under Pressure), regia di Raoul Walsh (1935) - dialoghi aggiunti, non accreditato
- The Lottery Lover, regia di Wilhelm Thiele (1935)
- Valzer champagne (Champagne Waltz), regia di A. Edward Sutherland (1937)
- L'ottava moglie di Barbablù (Bluebeard's Eighth Wife), regia di Ernst Lubitsch (1938)
- That Certain Age, regia di Edward Ludwig (1938)
- La signora di mezzanotte (Midnight), regia di Mitchell Leisen (1939)
- What a Life, regia di Theodore Reed (1939)
- Ninotchka, regia di Ernst Lubitsch (1939)
- Rhythm on the River, regia di Victor Schertzinger (1940)
- Arrivederci in Francia (Arise, My Love), regia di Mitchell Leisen (1940)
- La porta d'oro (Hold Back the Dawn), regia di Mitchell Leisen (1941)
- Colpo di fulmine (Ball of Fire), regia di Howard Hawks (1941)
- Frutto proibito (The Major and the Minor), regia di Billy Wilder (1942)
- I cinque segreti del deserto (Five Graves to Cairo), regia di Billy Wilder (1943)
- La fiamma del peccato (Double Indemnity), regia di Billy Wilder (1944)
- Giorni perduti (The Lost Weekend), regia di Billy Wilder (1945)
- La moglie del vescovo (The Bishop's Wife), regia di Henry Koster (1947) - non accreditato
- Il valzer dell'imperatore (The Emperor Waltz), regia di Billy Wilder (1948)
- Venere e il professore (A Song Is Born), regia di Howard Hawks (1948)
- Scandalo internazionale (A Foreign Affair), regia di Billy Wilder (1948)
- Viale del tramonto (Sunset Blvd.), regia di Billy Wilder (1950)
- L'asso nella manica (Ace in the Hole), regia di Billy Wilder (1951)
- Stalag 17 - L'inferno dei vivi (Stalag 17), regia di Billy Wilder (1953)
- Emil und die Detektive, regia di Robert A. Stemmle (1954)
- Sabrina, regia di Billy Wilder (1954)
- Quando la moglie è in vacanza (The Seven Year Itch), regia di Billy Wilder (1955)
- L'aquila solitaria (The Spirit of St. Louis), regia di Billy Wilder (1957)
- Arianna (Love in the Afternoon), regia di Billy Wilder (1957)
- Testimone d'accusa (Witness for the Prosecution), regia di Billy Wilder (1957)
- A qualcuno piace caldo (Some Like It Hot), regia di Billy Wilder (1959)
- L'appartamento (The Apartment), regia di Billy Wilder (1960)
- Colpo grosso (Ocean's Eleven), regia di Lewis Milestone (1960) - non accreditato
- Uno, due, tre! (One, Two, Three), regia di Billy Wilder (1961)
- Irma la dolce (Irma La Douce), regia di Billy Wilder (1963)
- Baciami, stupido (Kiss Me, Stupid), regia di Billy Wilder (1964)
- Ates gibi kadin, non accreditato, regia di Aram Gülyüz (1965)
- Non per soldi... ma per denaro (The Fortune Cookie), regia di Billy Wilder (1966)
- James Bond 007 - Casino Royale (Casino Royale), regia di Val Guest, Ken Hughes, John Huston, Joseph McGrath, Robert Parrish (1967) - non accreditato
- Vita privata di Sherlock Holmes (The Private Life of Sherlock Holmes), regia di Billy Wilder (1970)
- Che cosa è successo tra mio padre e tua madre? (Avanti!), regia di Billy Wilder (1972)
- Prima pagina (The Front Page), regia di Billy Wilder (1974)
- Fedora, regia di Billy Wilder (1978)
- Buddy Buddy, regia di Billy Wilder (1981)

## Riconoscimenti
Billy Wilder è la nona persona ad aver ricevuto più premi Oscar nella storia. Ha vinto, infatti, 7 statuette su 21 candidature.
- Premio Oscar
  - 1940 – Candidatura alla miglior sceneggiatura non originale per Ninotchka
  - 1942 – Candidatura alla miglior sceneggiatura non originale per La porta d'oro
  - 1942 – Candidatura alla miglior sceneggiatura originale per Colpo di fulmine
  - 1945 – Candidatura al miglior regista per La fiamma del peccato
  - 1945 – Candidatura alla miglior sceneggiatura non originale per La fiamma del peccato
  - 1946 – Miglior regista per Giorni perduti
  - 1946 – Miglior sceneggiatura non originale per Giorni perduti
  - 1949 – Candidatura alla miglior sceneggiatura non originale per Scandalo internazionale.
  - 1951 – Candidatura al miglior regista per Viale del tramonto
  - 1951 – Miglior sceneggiatura originale per Viale del tramonto
  - 1952 – Candidatura alla migliore sceneggiatura originale per L'asso nella manica
  - 1954 – Candidatura al miglior regista per Stalag 17
  - 1955 – Candidatura al miglior regista per Sabrina
  - 1955 – Candidatura alla miglior sceneggiatura non originale per Sabrina
  - 1958 – Candidatura al miglior regista per Testimone d'accusa
  - 1960 – Candidatura al miglior regista per A qualcuno piace caldo
  - 1960 – Candidatura alla miglior sceneggiatura non originale per A qualcuno piace caldo
  - 1961 – Miglior film per L'appartamento
  - 1961 – Miglior regista per  L'appartamento
  - 1961 – Miglior sceneggiatura originale per L'appartamento
  - 1966 – Candidatura alla miglior sceneggiatura originale per Non per soldi... ma per denaro
  - 1988 – Premio alla memoria Irving G. Thalberg
- Golden Globe
  - 1946 – Miglior regista per Giorni perduti
  - 1951 – Miglior regista per Viale del tramonto
  - 1951 – Candidatura alla miglior sceneggiatura per Viale del tramonto
  - 1955 – Miglior sceneggiatura per Sabrina
  - 1958 – Candidatura al miglior regista per Testimone d'accusa
  - 1961 – Candidatura al miglior regista per L'appartamento
  - 1973 – Candidatura al miglior regista per Che cosa è successo tra mio padre e tua madre?
  - 1973 – Candidatura alla miglior sceneggiatura per Che cosa è successo tra mio padre e tua madre?
- BAFTA
  - 1960 – Candidatura al miglior regista per A qualcuno piace caldo
  - 1961 – Miglior regista per L'appartamento
  - 1995 – BAFTA Fellowship

### Festival di Cannes
Conquista il Grand Prix Speciale della Giuria nel 1946 per Giorni perduti (The Lost Weekend)

### David di Donatello
Conquista il David di Donatello nel 1975 per Prima pagina (The Front Page)

### Festival di Venezia
Nominato 4 volte, ottiene il riconoscimento in 2 occasioni:
- 1951, Premio internazionale per L'asso nella manica (Ace in the Hole)
- 1972, Leone d'Oro alla carriera